# Eicherloh
Eicherloh ist ein Gemeindeteil der Gemeinde Finsing im Landkreis Erding in Bayern.

## Lage
Das Dorf liegt nördlich des Ismaninger Speichersees zwischen Eichenried und Neufinsing.

## Geschichte
Eicherloh wird zum ersten Mal Ende des 11. Jahrhunderts im Rahmen einer Hofübergabe an das Domkapitel Freising urkundlich erwähnt. Fünf Familien aus der Pfalz (Wörth a. Rhein) erwarben 1828 den Hof "Aicherloh". 

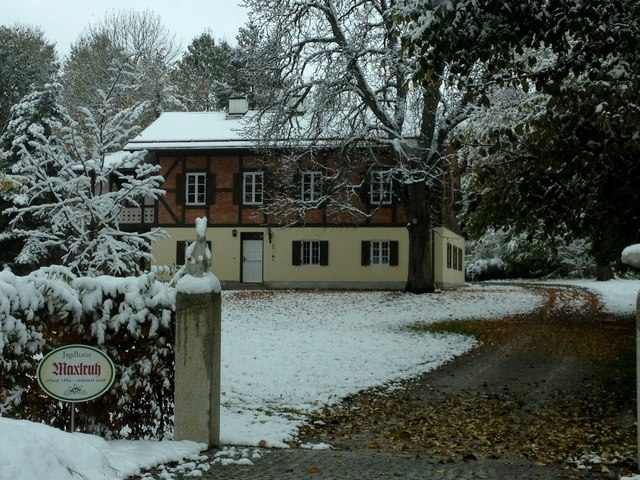
Jagdhaus Maxlruh in Eicherloh

1882 entstand in der Ortsmitte ein zwei Hektar großer Park mit dem Jagdhaus "Maxlruh". Es wurde von 2005 bis 2006 komplett renoviert und befindet sich im Eigentum der Gemeinde, die dort 1998 den gemeindlichen Kindergarten errichtete.
Am 27. Juli 1958 erfolgte die Konsekration der Kirche Mariae Himmelfahrt, die von der Pfarrei Eichenried betreut wird. 